# Zasady ekonomii

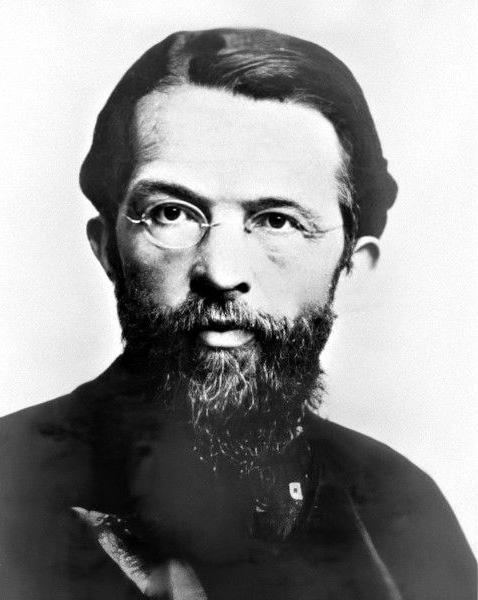
Carl Menger

Zasady ekonomii (niem. Grundsätze der Volkswirtschaftslehre) – książka opublikowana w 1871 roku przez austriackiego ekonomistę Carla Mengera. Wydanie tej pozycji uważane jest za początek szkoły austriackiej w ekonomii.